# Accidente del Learjet en Dakota del Sur de 1999
El 25 de octubre de 1999, un Learjet 35 de 23 años y 6 meses fletado estaba programado para un vuelo local estadounidense desde Orlando, Florida, a Dallas, Texas. Al principio del vuelo, el avión, que estaba subiendo a su altitud asignada en piloto automático, perdió rápidamente la presión de la cabina y los seis a bordo quedaron incapacitados debido a la hipoxia (falta de oxígeno). El avión continuó en modo automático como un "vuelo fantasma" subiendo más allá de su altitud asignada, luego no pudo girar hacia el oeste hacia Dallas sobre el norte de Florida y continuó en su rumbo noroeste, volando sobre el sur y medio oeste de los Estados Unidos durante casi cuatro horas y 1.500 millas (2.400 km).
El avión se quedó sin combustible en Dakota del Sur y se estrelló contra un campo cerca de Aberdeen después de un descenso descontrolado. Los dos pilotos fueron Michael Kling y Stephanie Bellegarrigue. Los cuatro pasajeros a bordo eran el golfista de la PGA, Payne Stewart; sus agentes, Van Ardan y Robert Fraley, y Bruce Borland, arquitecto de la compañía de diseño de campos de golf de Jack Nicklaus.

## Pasajeros y tripulación
Además de Payne Stewart y otros tres pasajeros, había dos pilotos a bordo:
El capitán de 42 años, Michael Kling, tenía un certificado de piloto de transporte de línea aérea y habilitaciones de tipo para el Boeing 707, Boeing 737 y Learjet 35. También tenía experiencia en la Fuerza Aérea volando el KC-135 y el Boeing E-3 Sentry. Kling también fue piloto instructor en el KC-135E en la Guardia Nacional Aérea de Maine. Según los registros de Sunjet Aviation, el capitán había acumulado un total de 4.280 horas de tiempo de vuelo (militar y comercial), había volado un total de 60 horas con SunJet Aviation y 38 como piloto al mando de Learjet.
La primera oficial, Stephanie Bellegarrigue, de 27 años, tenía un certificado de piloto comercial y habilitaciones de tipo para Learjet y Cessna Citation 500. También era instructora de vuelo certificada. Ella había acumulado un total de 1.751 horas de tiempo de vuelo, de las cuales 251 fueron con SunJet Aviation como segunda al mando y 99 como segunda al mando de Learjet.

## Accidente

### Cronología de vuelo

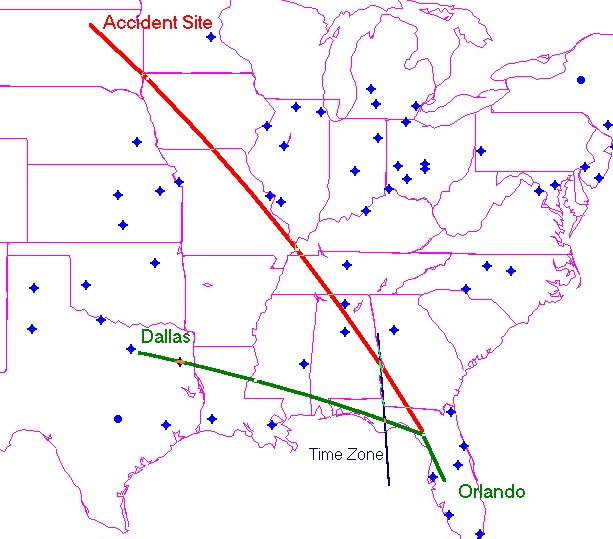
La ruta aérea proyectada inicialmente (en verde) y la finalmente realizada (en rojo) del N47BA desde la salida en Orlando hasta Dallas y el lugar del accidente en Dakota del Sur.

Nota: todos los horarios se presentan en formato de 24 horas. Debido a que el vuelo tuvo lugar tanto en la oriental zona horaria - Hora de verano (EDT) - y la zona horaria central - Centro de verano (CDT) - todos los tiempos se dan en este artículo en el Tiempo Universal Coordinado (que se indica por el momento seguido de la letra Z)

### Salida
El 25 de octubre de 1999, un reactor Learjet 35, registro N47BA, operado por Sunjet Aviation de Sanford, Florida, partió del Aeropuerto Internacional de Orlando (IATA: MCO, ICAO: KMCO) a las 13:19Z (09:19 EDT) en dos días, cinco -vuelo de viaje. Antes de la salida, el avión había sido alimentado con 5.300 lb (2.400 kg) de Jet A, suficiente para 4 horas y 45 minutos de vuelo. A bordo iban dos pilotos y cuatro pasajeros.
A las 13:27 13Z, el controlador del ARTCC de Jacksonville instruyó al piloto para subir y mantener el nivel de vuelo (FL) a 390 (39.000 pies, 11.900 m) sobre el nivel del mar). A las 13:27 18Z (09:27 18 EDT), el piloto reconoció la autorización diciendo: "tres nueve cero bravo alfa". Esta fue la última transmisión de radio conocida desde el avión, y ocurrió mientras el avión pasaba por 23,000 pies (7,000 m). El siguiente intento de contactar a la aeronave ocurrió seis minutos, 20 segundos después (14 minutos después de la salida), con la aeronave a 36.500 pies (11.100 m), y el mensaje del controlador no fue reconocido. El controlador intentó establecer contacto con N47BA cinco veces más en los próximos 4 minutos y medio, de nuevo sin respuesta.

## Primera intercepción
Aproximadamente 14:54Z (ahora 09:54 CDT debido al cruce del vuelo hacia la zona horaria central), un piloto de prueba de la Fuerza Aérea de los EE. UU. en un caza F-16 del 40° Escuadrón de Prueba de Vuelo en Eglin AFB en el oeste de Florida, que estaba en el aire cerca, los controladores le ordenaron que interceptara a N47BA. Cuando el caza estaba a unos 2.000 pies (600 m) del Learjet, a una altitud de aproximadamente 46.400 pies (14.100 m), el piloto de prueba hizo dos llamadas de radio al N47BA pero no recibió una respuesta. El piloto del F-16 realizó una inspección visual del Lear, sin encontrar daños visibles en el avión. Ambos motores estaban funcionando y la baliza anti-colisión giratoria roja del avión estaba encendida (operación estándar para aeronaves en vuelo). 
El piloto de combate no podía ver el interior de la sección de pasajeros del avión porque las ventanas parecían oscuras. Además, afirmó que todo el parabrisas de la cabina derecha estaba opaco, como si la condensación o el hielo cubrieran el interior. También indicó que el parabrisas izquierdo de la cabina estaba opaco, aunque varias secciones del centro del parabrisas parecían estar apenas cubiertas por condensación o hielo; Una pequeña sección rectangular del parabrisas estaba despejada, con solo una pequeña sección del escudo antideslumbrante visible a través de esta área. No vio ningún movimiento de control de vuelo. Alrededor de 15:12Z, el piloto del F-16 concluyó su inspección de N47BA y rompió la formación, dirigiéndose a Scott AFB en el suroeste de Illinois.

### Segunda intercepción
A las 16:13 Z, casi tres horas después del vuelo del Learjet que no respondía, los Minneapolis dirigieron dos F-16 del 138 ° Ala de combate de la Guardia Nacional Aérea de Oklahoma (ANG), que volaban bajo el distintivo "TULSA 13 flight". ARTCC para interceptar. El piloto principal de TULSA 13 informó que no podía ver ningún movimiento en la cabina, que el parabrisas estaba oscuro y que no podía saber si el parabrisas estaba helado. Unos minutos más tarde, un piloto de TULSA 13 informó: "No estamos viendo nada en el interior, aunque podría ser solo una cabina oscura... no está reaccionando, moviéndose ni nada de eso, ya debería habernos visto". A las 1639Z, TULSA 13 partió para encontrarse con un camión cisterna para repostar. 
El avión alcanzó una altitud máxima de 48,900 pies (9.3 mi; 14.9 km).

### Tercera intercepción y escolta
Sobre 16:50Z, dos F-16 del Ala 119 de la Dakota del Norte ANG con la identificación "Nodak 32 de vuelo" se dirigieron a interceptar N47BA. El vuelo de TULSA 13 también regresó del reabastecimiento de combustible, y los cuatro combatientes maniobraron cerca del Lear. El piloto principal de TULSA 13 informó: "Tenemos dos imágenes en él. Parece que la ventana de la cabina está congelada y no hay desplazamiento en ninguna de las superficies de control hasta los alerones o molduras". Alrededor de 17:01Z, el vuelo de TULSA 13 regresó nuevamente al buque tanque, mientras que NODAK 32 permaneció con N47BA. 
Se especuló en los medios que los aviones militares estaban preparados para derribar el Lear si amenazaba con estrellarse en un área muy poblada. Los funcionarios del Pentágono negaron firmemente esa posibilidad. Derribar el avión "nunca fue una opción", dijo el portavoz de la Fuerza Aérea, el Capitán Joe Della Vedova, "No sé de dónde vino eso".
El primer ministro canadiense, Jean Chrétien, autorizó a la Real Fuerza Aérea Canadiense a derribar el avión si ingresaba al espacio aéreo canadiense sin hacer contacto. Escribe en sus memorias de 2018: "El avión se dirigía hacia la ciudad de Winnipeg y los controladores de tráfico aéreo temían que se estrellara contra la capital de Manitoba. Me pidieron que autorizara a los militares a derribar el avión si eso se hizo necesario. Con el corazón encogido, autoricé el procedimiento. Poco después de tomar mi decisión, supe que el avión se había estrellado en Dakota del Sur". Chrétien relata que Stewart era "un excelente golfista, a quien conocía y me gustaba mucho".

## Investigación

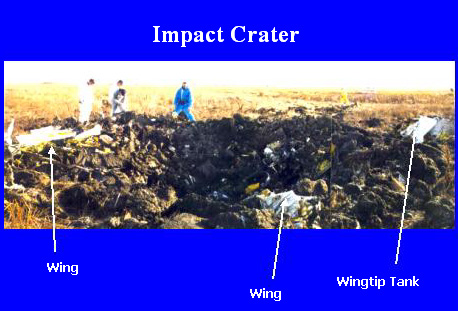
El cráter del accidente (de la presentación de NTSB).

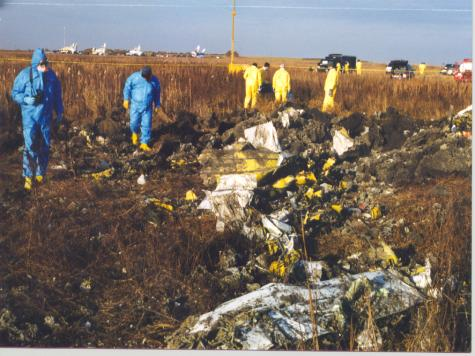
Escena del accidente (de la presentación de NTSB).

La Junta Nacional de Seguridad en el Transporte (NTSB) tiene varios niveles de investigación, de los cuales el más alto es una investigación "importante". Debido a las circunstancias extraordinarias en este accidente, se realizó una investigación importante.
La NTSB determinó que:
- La causa probable de este accidente fue la incapacidad de los miembros de la tripulación de vuelo como resultado de su falta de recibir oxígeno suplementario después de una pérdida de presurización de la cabina por razones indeterminadas.

## Consecuencias
Stewart se dirigía a Houston para el Tour Championship de 1999, pero planeó una parada en Dallas para conversar con el departamento de atletismo de su alma mater, la Universidad Metodista del Sur, sobre la construcción de un nuevo campo para el programa de golf de la escuela. Stewart fue conmemorado en el Tour Championship jugando el primer hoyo en el Champions Golf Club antes del comienzo del primer día de juego. El propietario del lugar del accidente, después de consultar a la esposa de Stewart y a otros familiares de las víctimas, levantó un monumento con los nombres de los fallecidos y un pasaje de la Biblia. 
Durante el Abierto de Estados Unidos 2000, celebrado en Pebble Beach Golf Links, comenzó con una versión de golf de un saludo de 21 cañones cuando 21 de los compañeros de Stewart golpearon simultáneamente bolas en el Océano Pacífico.
En 2001, Stewart fue incluido póstumamente en el Salón de la Fama del Golf Mundial.
El 8 de junio de 2005, un jurado de la corte estatal de Florida en Orlando dictaminó que Learjet no era responsable de la muerte de Stewart y sus agentes Robert Fraley y Van Ardan, que también habían estado a bordo del avión.

## Filmografía
Este accidente apareció en la temporada 16 de la serie de televisión canadiense Mayday: catástrofes aéreas, del canal National Geographic en el episodio «Silencio mortal».